# Erythronychia princeps
Erythronychia princeps là một loài ruồi trong họ Tachinidae.